# Graphania neurae
Graphania neurae är en fjärilsart som beskrevs av Alfred Philpott 1905. Graphania neurae ingår i släktet Graphania och familjen nattflyn. Inga underarter finns listade i Catalogue of Life.